# Zizania texana
Zizania texana är en gräsart som beskrevs av Albert Spear Hitchcock. Zizania texana ingår i släktet indianrissläktet, och familjen gräs. Inga underarter finns listade i Catalogue of Life.